# Ngôn ngữ ở Ba Lan
 Ngôn ngữ chính được nói ở Ba Lan là tiếng Ba Lan.
Cộng đồng người khiếm khuyết sử dụng Ngôn ngữ ký hiệu Ba Lan thuộc Ngôn ngữ ký hiệu của Đức.
Theo Đạo luật ngày 6 tháng 1 năm 2005 về dân tộc thiểu số và dân tộc thiểu số và các ngôn ngữ địa phương, 16 ngôn ngữ khác đã chính thức công nhận tình trạng của các ngôn ngữ thiểu số: 1 ngôn ngữ địa phương, 10 ngôn ngữ của 9 dân tộc thiểu số (dân tộc thiểu số có ngôn ngữ riêng nhà nước độc lập ở nơi khác) và 5 ngôn ngữ của 4 dân tộc thiểu số (được nói bởi các thành viên của dân tộc thiểu số không có nhà nước riêng ở nơi khác). Dân tộc thiểu số Do Thái và Romani có 2 ngôn ngữ thiểu số được công nhận mỗi ngôn ngữ.
Các ngôn ngữ sau đây cũng được sử dụng ở Ba Lan:

## Ngôn ngữ được sử dụng trong các liên hệ gia đình
Dân số theo loại và số lượng ngôn ngữ được sử dụng trong các liên hệ gia đình trong năm 2011.
- Tiếng Ba Lan (37.815.606)
- Tiếng Silesia (529.377)
- Tiếng Kashubia (108,140)
- Tiếng Anh (103,541)
- Tiếng Đức (96,461)
- Tiếng Bêlarut (26,448)
- Tiếng Ukraina (24,539)
- Tiếng Nga (19.805)
- Tiếng Romany (14,468)
- Tiếng Pháp (10,677)
- Tiếng Ý (10.295)
- Tiếng Rusyn (6.279)
- Tiếng Tây Ban Nha (5.770)
- Tiếng Litva (5,303)
- Tiếng Việt (3.360)
- ngôn ngữ khác (31.800)
- không xác định (519.698)
- tổng cộng (38,511,824)

## Ngôn ngữ có vị thế của ngôn ngữ thiểu số quốc gia
- Tiếng Armeni[cần dẫn nguồn]
- Tiếng Belarus
- Tiếng Séc
- Tiếng Đức
- Ngôn ngữ Do Thái: tiếng Yiddish và tiếng Do Thái
- Tiếng Litva
- Tiếng Nga
- Tiếng Slovak
- Tiếng Ukraina

## Ngôn ngữ có vị thế của ngôn ngữ thiểu số dân tộc
- Tiếng Karaim
- Tiếng Rusyn, được gọi là Lemko ở Ba Lan - trong tiếng Ba Lan: "Łemkowski", xem Lemkos#Language
- Ngôn ngữ Romani: sự công nhận chính thức được cấp cho các ngôn ngữ của hai nhóm: Polska Roma và Bergitka Roma.[5]
- Tiếng Tatar, được gọi là Tartar theo Đạo luật

Sự công nhận chính thức mang lại sự đại diện cho các ngôn ngữ thiểu số một số quyền nhất định (theo một số điều kiện theo quy định của pháp luật): về giáo dục bằng ngôn ngữ của họ, có ngôn ngữ được thiết lập là ngôn ngữ hành chính thứ cấp hoặc ngôn ngữ phụ trợ tại thành phố của họ, hỗ trợ tài chính cho nhà nước để thúc đẩy ngôn ngữ và văn hóa của họ, vv

## Ngôn ngữ có trạng thái ngôn ngữ khu vực
- Tiếng Kashmir

## Ngôn ngữ không có trạng thái được công nhận chính thức
- Tiếng Wymysorys - là một ngôn ngữ có nguy cơ bị đe dọa với rất ít người nói, có nguồn gốc từ Wilamowice, nhưng trái với ngôn ngữ Karaim có tình huống tương tự, thực tế nó không được biết đến trong thời gian chuẩn bị Đạo luật được đề cập.
- Tiếng Silesia - tình trạng tranh chấp nghiêm trọng, đặt câu hỏi liệu một phương ngữ của tiếng Ba Lan hay ngôn ngữ riêng biệt được coi là một vấn đề chính trị. Dân tộc học phân biệt ngôn ngữ Silesian và phương ngữ Silesian Thượng của ngôn ngữ Ba Lan.

## Ngôn ngữ của cộng đồng người di cư mới và cộng đồng người nhập cư
Những ngôn ngữ này không được công nhận là ngôn ngữ thiểu số, vì Đạo luật năm 2005 định nghĩa thiểu số là "một nhóm công dân Ba Lan (...) cố gắng bảo tồn ngôn ngữ, văn hóa hoặc truyền thống của mình, (...) mà tổ tiên của họ đã sống trên lãnh thổ hiện tại của Cộng hòa Ba Lan trong ít nhất 100 năm":
- Tiếng Hy Lạp - ngôn ngữ của cộng đồng người Hy Lạp lớn ở Ba Lan những năm 1950.
- Tiếng Việt - cộng đồng di dân lớn nhất ở Ba Lan, từ những năm 1960, có báo, trường học, nhà thờ riêng, v.v.

## Ngôn ngữ đã mất và ngôn ngữ nhân tạo
Trong số các ngôn ngữ được sử dụng ở Ba Lan, Ethnologue. cũng đề cập đến:
- Ngôn ngữ được xây dựng - Ngôn ngữ phụ trợ quốc tế Esperanto (được tạo ra ở Ba Lan),
- Ngôn ngữ bị mất - tiếng Phổ cổ

nhưng không đề cập đến hai ngôn ngữ không còn tồn tại khác:
- Tiếng Slovincian - phương ngữ của tiếng Pomeranian, đã biến mất vào đầu thế kỷ 20, liên quan chặt chẽ với Kashubian,
- Yatvingian, biến mất khoảng giữa 16 (hoặc có thể cuối thế kỷ 19).